# Charlie Ventura
Charlie Ventura (nacido Venturo; 2 de diciembre de 1916 - 17 de enero de 1992) era un saxofonista tenor de Filadelfia, Pensilvania.

## Trayectoria
Ventura tuvo su primer éxito trabajando con Gene Krupa y en 1945 ganó la encuesta de lectores de Down Beat en la división de saxo tenor. A finales de los 40 dirigió varios grupos populares y fue conocido por su "bop para las personas," con vocalistas como Jackie Cain, y Roy Kral.
Después de los primeros 50 sólo hizo unos cuantos registros. Su primer álbum de debut fue para el sello de Gene Norman, GNP Crescendo (GNPD Núm. 1) grabado en vivo en un concierto en Los Ángeles.
En 1951 inauguró su propio club de jazz en Philadelphia, al que llamó "Open House". Entre 1951 y 1954 se dedicó a regentar su club, participando él mismo todas las noches al frente de diversas formaciones, algunas junto a Marty Napoleón, Chubby Jackson y Buddy Rich.
En Las Vegas trabajó con Jackie Gleason. Ventura fue el solista en cuatro álbumes de Gleason: "Riff Jazz" (1958), en el cual tocó el saxo alto, tenor, y barítono; "Silk and Brass" (1965); "A Taste of Brass for Lovers Only" (1967); y, diez años después de la publicación de "Riff Jazz", tocó en 1968 en el álbum "Doublin' in Brass". En los años sesenta se enroló en la Big Band de Gene Krupa. Se desplazó a Denver y luego a Minnesota y tras un forzado descanso por enfermedad volvió a Las Vegas donde trabajó entre 1970 y 1972. Reapareció en 1973 en Connecticut como director de orquesta en el "Sheraton Tobacco Valley Inn".
Charlie Ventura fue uno de los grandes discípulos blancos del gran Coleman Hawkins y su sonido y forma de tocar tenían un gran parecido con los de Ben Webster.
Charlie Ventura murió en Pleasantville, New Jersey en la edad de 75 años, de cáncer de pulmón.

## Discografía
- Charlie Ventura Plays for the People (1960)
- Blue Ventura (2005)
- Bop for The People (2002)
- Charlie Comes On (2002)
- Chronological Classics 1945-1946 (1999)
- Chronological Classics 1946-1947 (2000)
- Chronological Classics 1947-1949 (2000)
- Chronological Classics 1949-1951 (2003)
- Chronological Classics 1951-1953 (2008)
- Complete 1951-52 Verve Studio Sessions (Quartet & Quintet) (2002)
- Concert (2008)
- Crazy Rhythms (2006)
- East of Suez (2000)
- High on an Open Mike (2009)
- I’m Forever Blowing Bubbles (2002)
- In Concert (2003)
- It’s All Bop to Me (1999)
- Jackie & Roy – Jazz Classics by Charlie Ventura’s Band (2000)
- Jumping With Ventura (2003)
- Live At The Three Deuces (2002) (with Bill Harris)
- Running Wild (1998)
- The Legendary Pasadena Concert (2002)

Con Dizzy Gillespie
- The Complete RCA Victor Recordings (Bluebird, 1937-1949 [1995])

Con Gene Krupa
- The Great New Gene Krupa Quartet Featuring Charlie Ventura (Verve, 1964)

## Galería

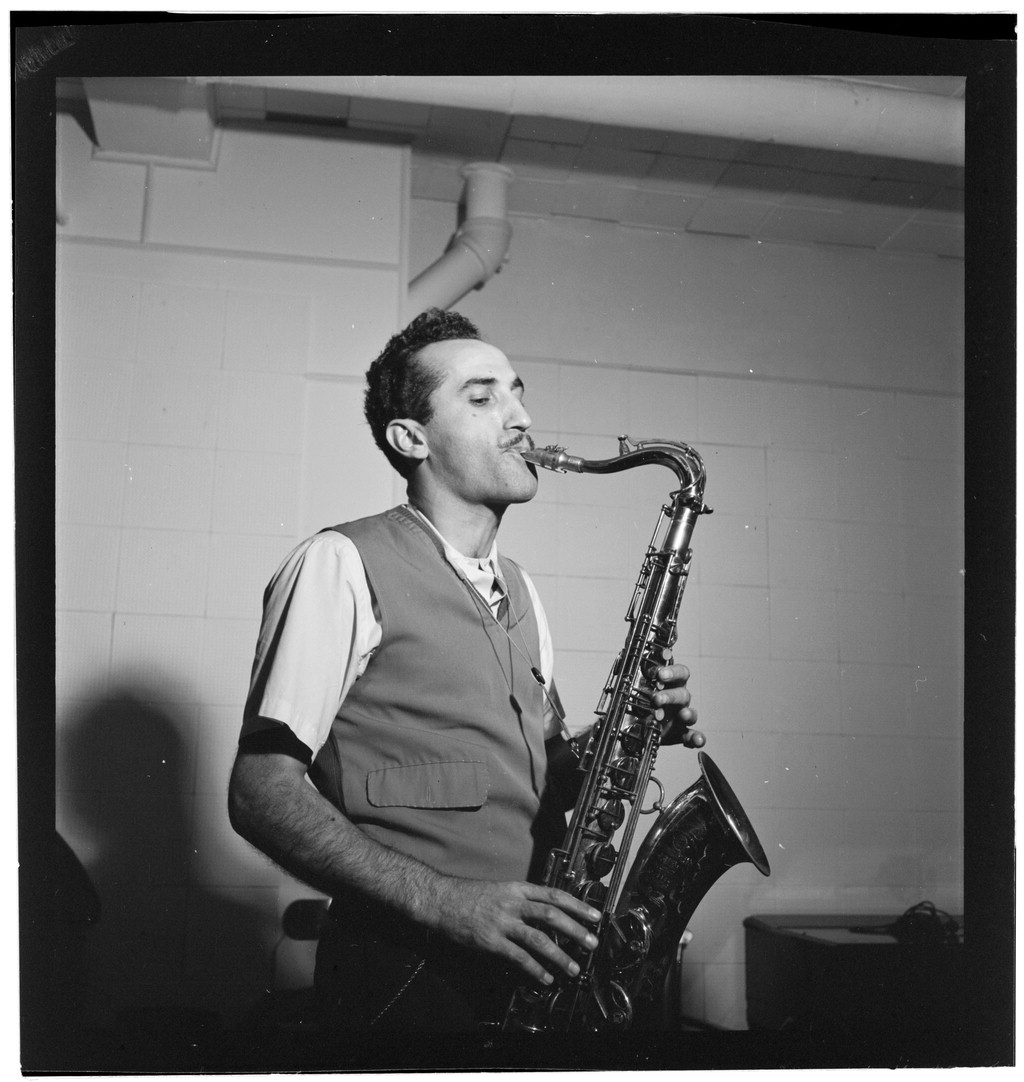
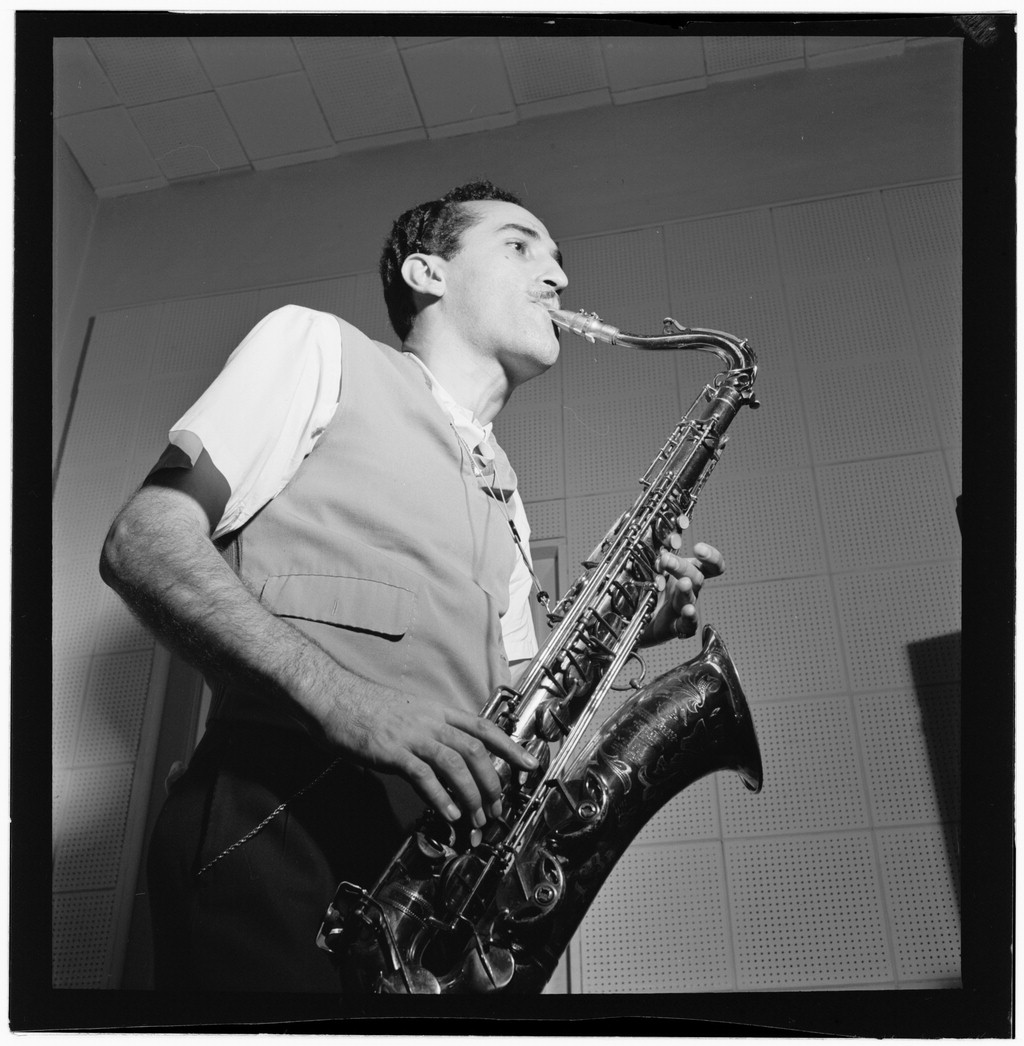
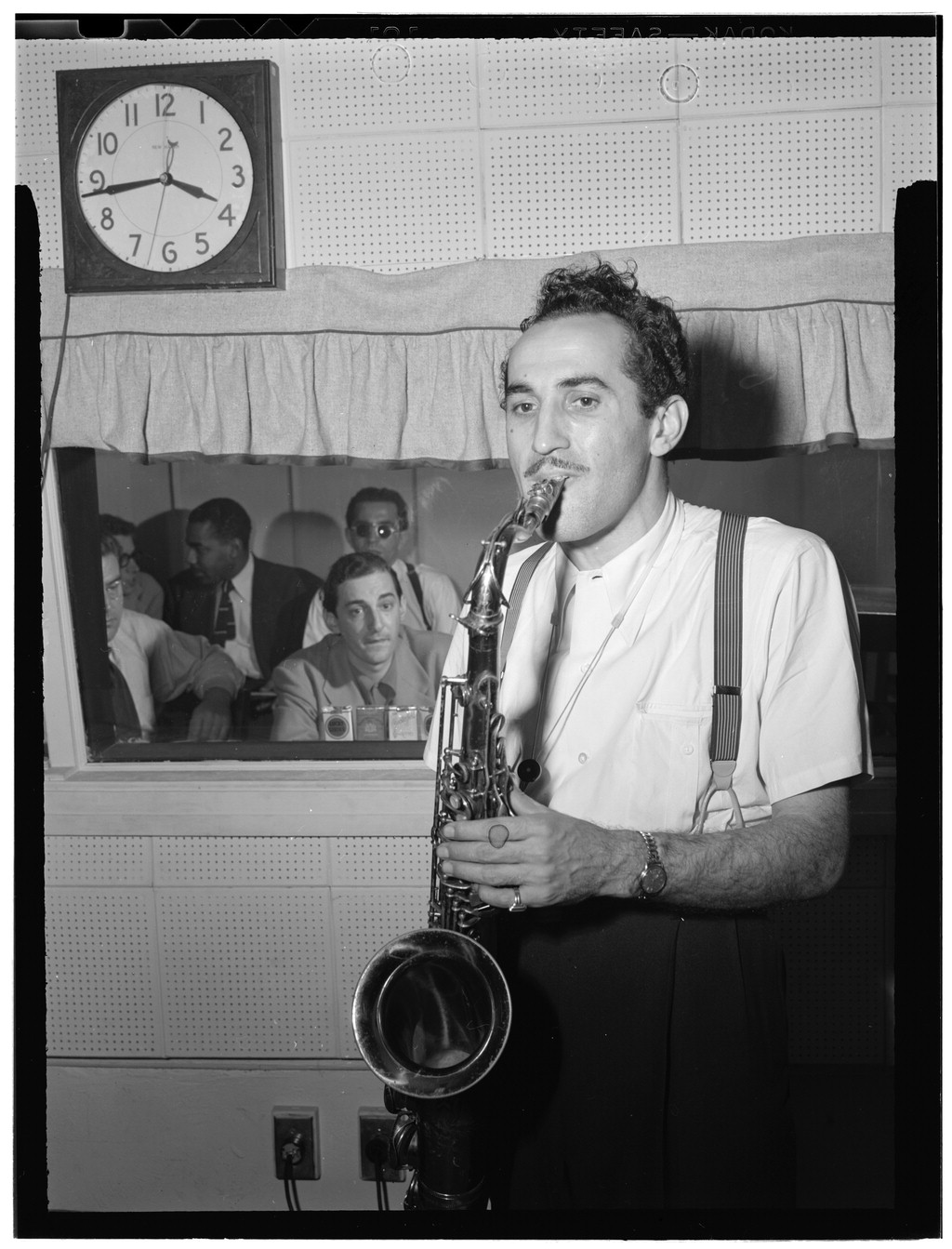
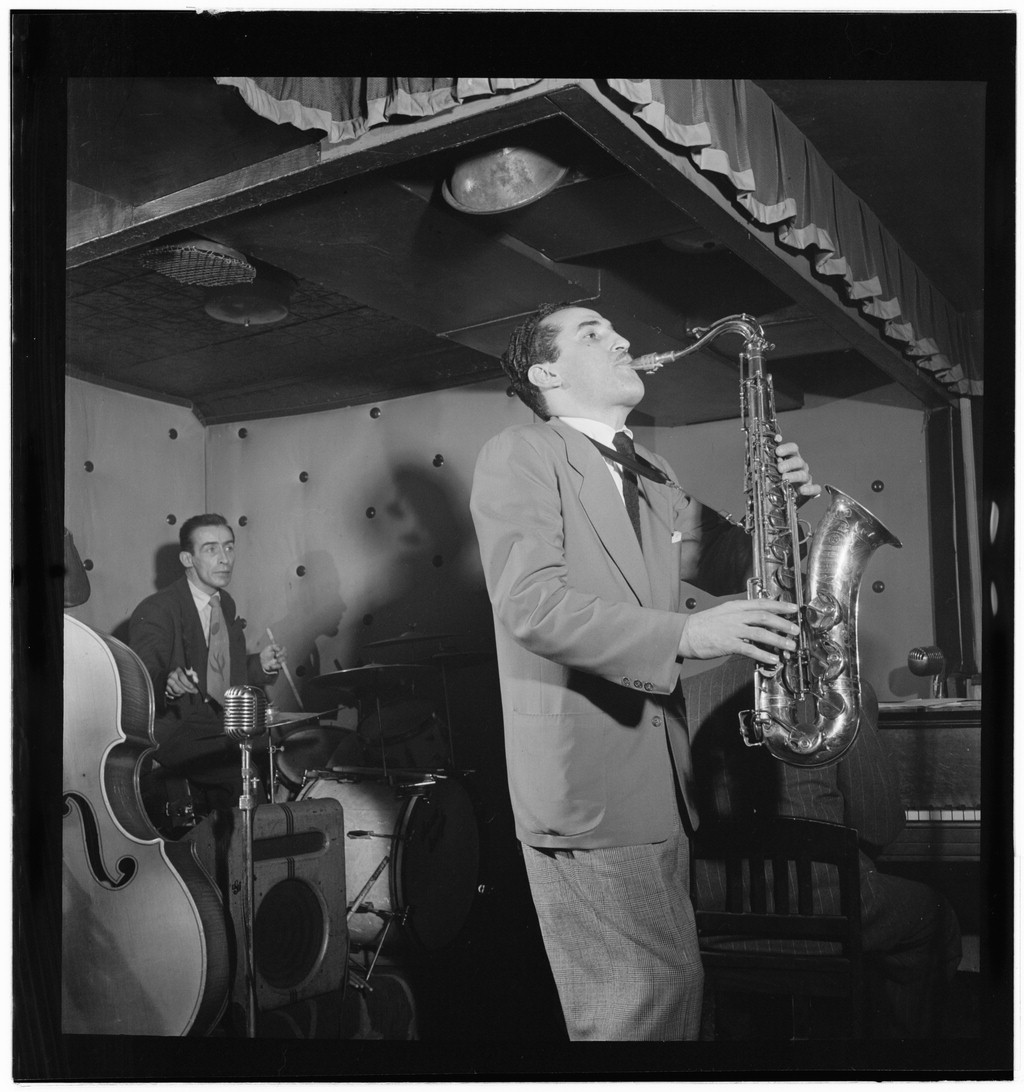
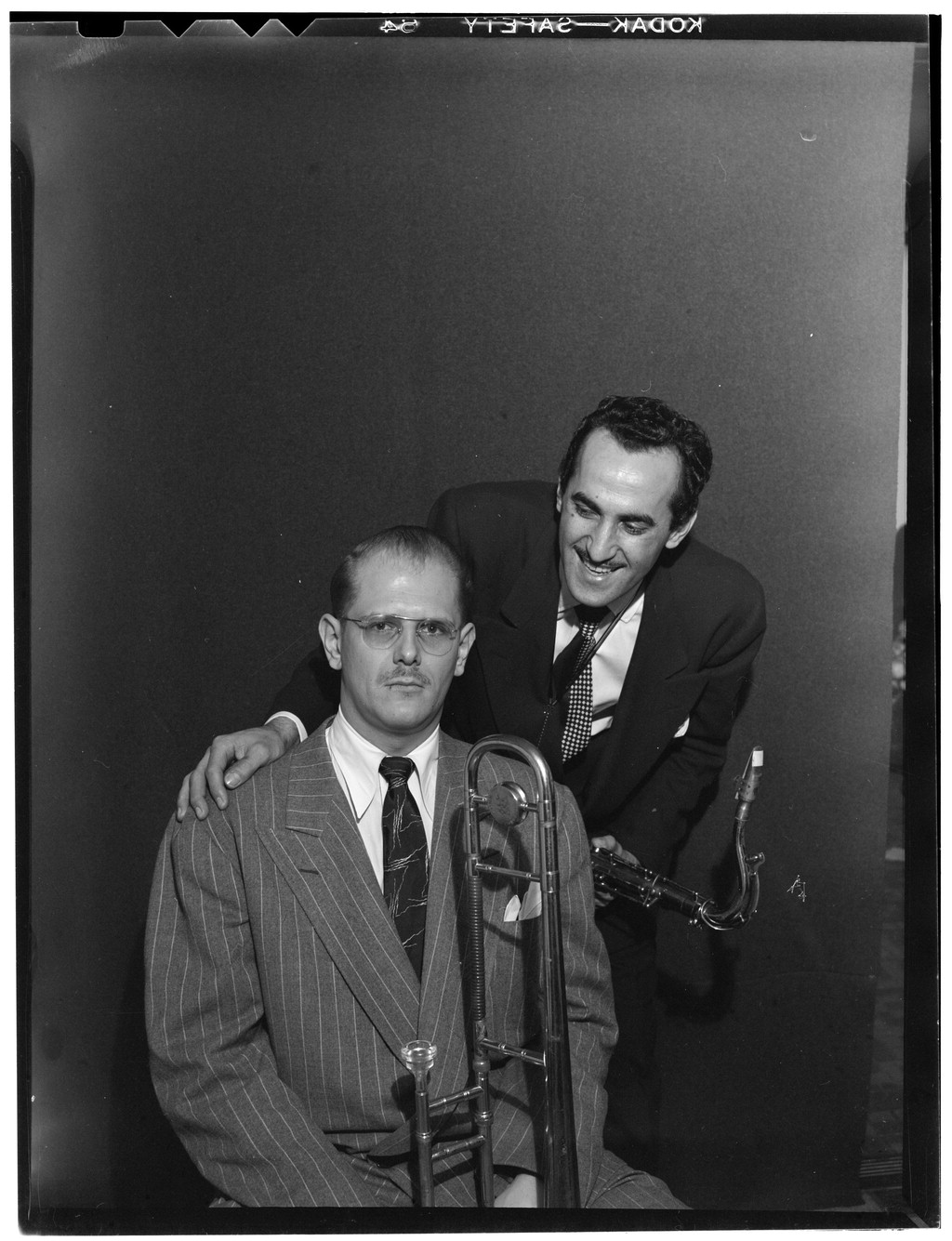
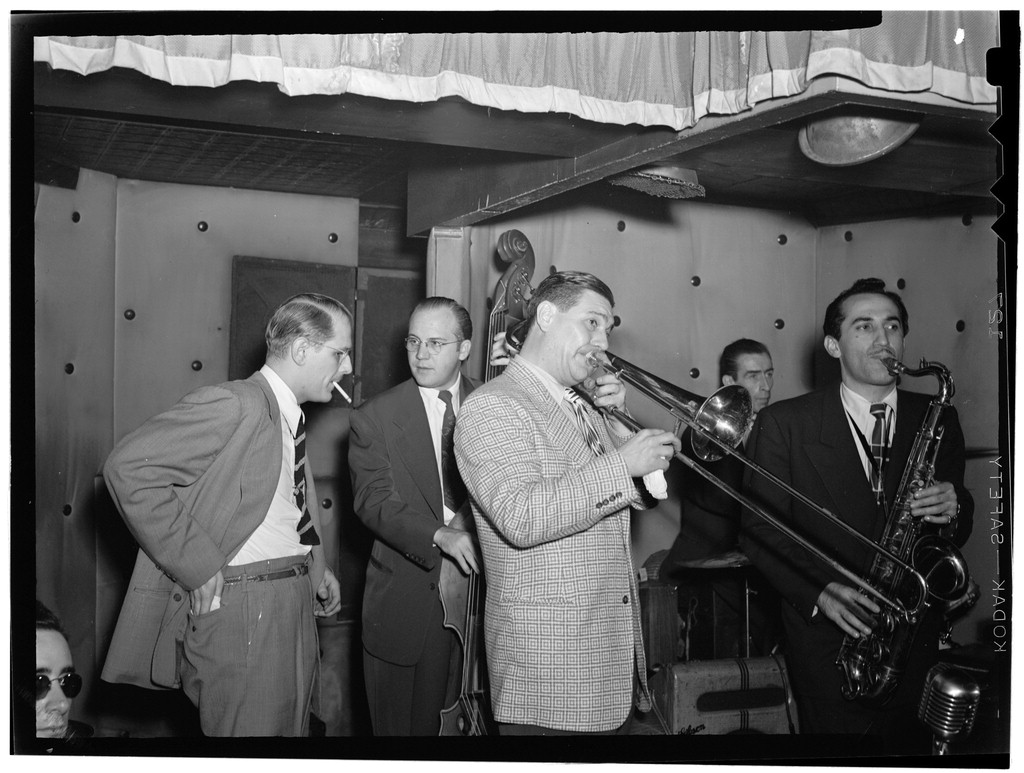
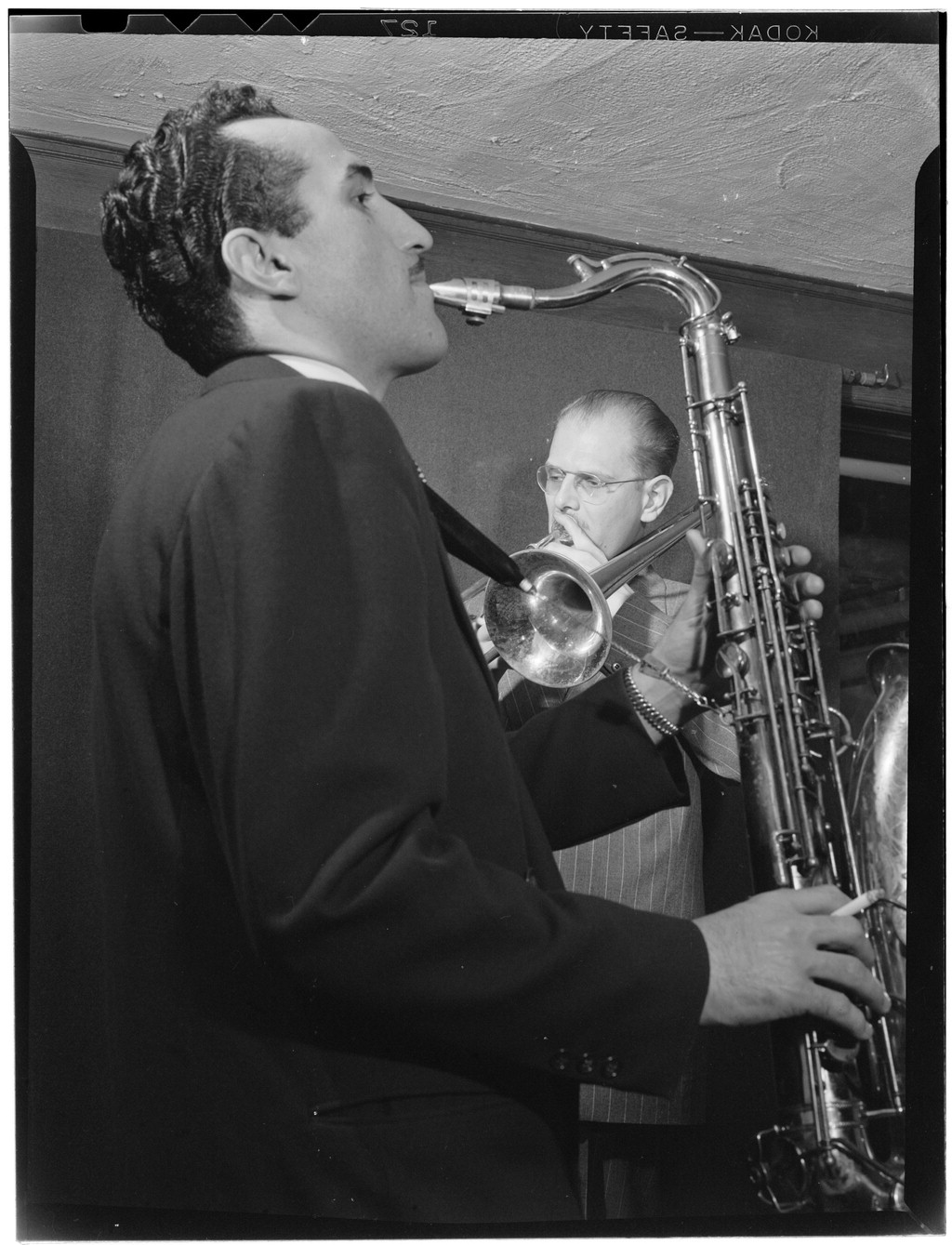
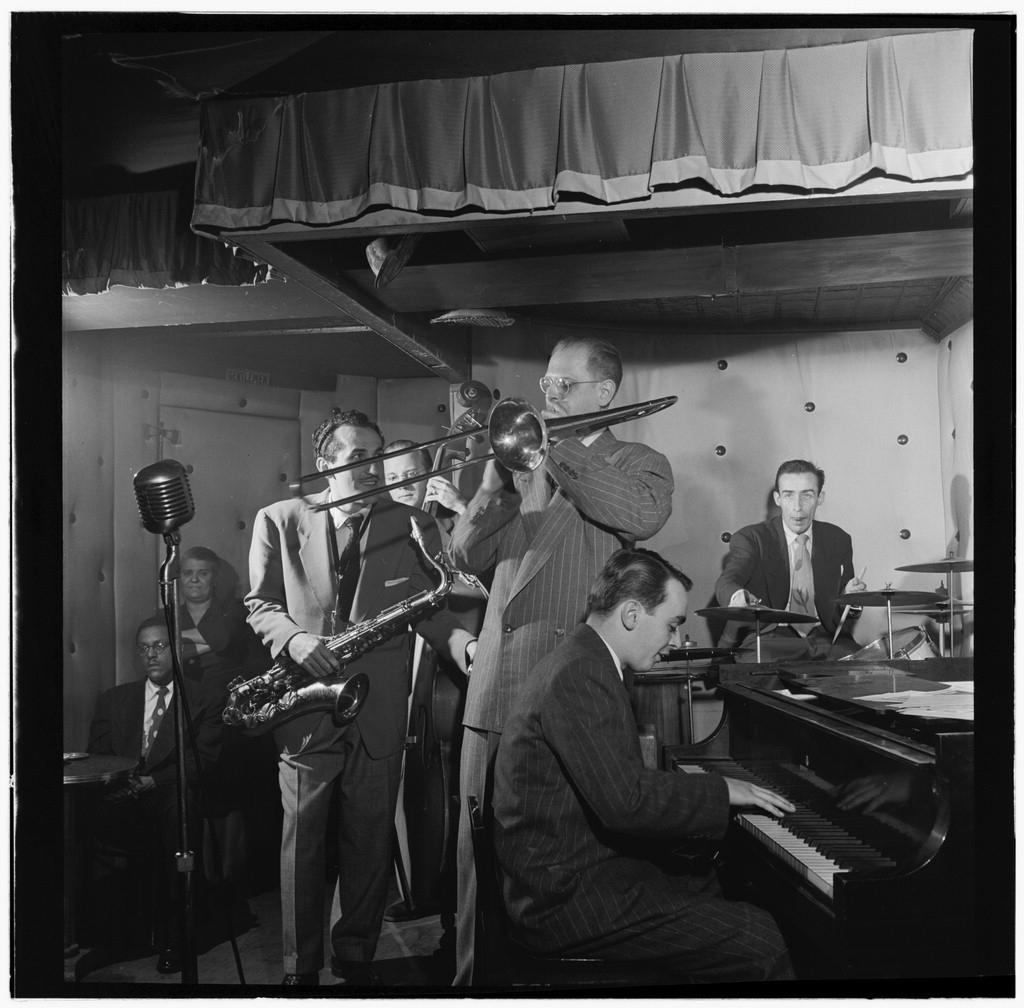